# Dischidesia mokanshana
Dischidesia mokanshana är en fjärilsart som beskrevs av Eugen Wehrli 1953. Dischidesia mokanshana ingår i släktet Dischidesia och familjen mätare. Inga underarter finns listade i Catalogue of Life.